# Alain Payette
Pour les articles homonymes, voir Payette.
 (mai 2022).
Si vous disposez d'ouvrages ou d'articles de référence ou si vous connaissez des sites web de qualité traitant du thème abordé ici, merci de compléter l'article en donnant les références utiles à sa vérifiabilité et en les liant à la section « Notes et références ».
Alain Payette (né en 1953 à Montréal au Canada) est un compositeur québécois.

## Biographie
Né à Montréal (Québec, Canada) en 1953, Alain Payette mène depuis plus de 30 ans une carrière de compositeur et de pianiste. Sa notoriété dépasse désormais les frontières du Canada. En dehors de toute école et de tout dogmatisme, il écrit une musique mélodique et évocatrice qui touche un public toujours plus grand. Loin de rechercher l’originalité à tout prix, il exprime avec délicatesse son authenticité. Composer, pour Alain Payette, c’est échanger des émotions et embellir la vie. Depuis toujours il tente de créer une passerelle entre la musique classique d’hier et celle d’aujourd’hui.
En raison de ses élans mélodiques et de l’aspect souvent nostalgique de sa musique, Alain Payette est considéré comme un compositeur romantique.

## Œuvres
Son œuvre comprend à ce jour plus de soixante pièces pour piano, des musiques de chambre, plusieurs compositions pour orchestre, voix et chorale, toutes de facture tonale et d’inspiration romantique.
Quelques jalons :  
- En 1993 sa Symphonie n°1 a été créée par l’Orchestre symphonique des jeunes de Montréal, sous la direction de Louis Lavigueur.
- En 1995 sa Sonate pour alto et piano a été créée par la Musica Camerata Montréal.
- En  1996 L’ivresse d’aimer, cinq mélodies pour baryton et piano sur des poèmes de Gustave Labbé, a été créée par le baryton Gino Quilico et le pianiste Alain Lefèvre.
- En 1997 ses Confidences poétiques : Douze préludes pour piano  ont été créées à Thessalonique en Grèce (Capitale culturelle de l’Europe 1997) par le pianiste Alain Lefèvre. En septembre 1997, Alain Lefèvre a enregistré les "Douze préludes".
- En 1998 Douces mémoires, cantate en six mouvements pour soli, chœur et piano, a été interprétée aux Choralies internationales de Vaison-la-Romaine (France) sous la direction de Jean-Pierre Guindon. En 2004, l’auteur orchestra cette œuvre.   
- En 2000 Alain Payette participe au documentaire de la pianiste Anne-Marie Dubois intitulé : « Romantisme au piano ». À cette occasion plusieurs de ses œuvres pour piano sont interprétées par Anne-Marie Dubois.  
- En 2003 son Concerto pour piano et orchestre n°1 (2000) est créé par l’Orchestre symphonique de Drummondville, avec Anne-Marie Dubois au piano.  
- En 2006 la Musica Camerata Montréal a interprété son Trio n°3 pour violon, violoncelle et piano.
- Le 12 avril 2016 son Concerto pour piano et orchestre n°2 (2014) est créé au Théâtre des Eskers (Amos, Québec) par Hugues Cloutier avec l'Orchestre symphonique régional de l'Abitibi-Témiscamingue dirigé par Jacques Marchand.

## Discographie
- "L’Ivresse d’aimer" (contenant les mélodies : "Parvis", "Pervenche", "Troubadour", "Reflets", "Aigue-Marines", sur des textes de Gustave Labbé), interprétée par Gino Quilico et Alain Lefèvre,  1997, Koch International Classics
- "Confidences poétiques : douze préludes pour piano", interprétées par Alain Lefèvre,  1998, Koch International Classics
- "États d’âme" ; interprétés par Alain Payette et Donald Pistolesi, 2008, Independent - Boutique CMC
- "Douze préludes pour piano", interprétés par Alain Lefèvre, « Mon coffret Radio-Canada », 2010, Editions SRC
- "Porcelaine : Œuvres pour piano", interprétées par Alain Payette, 2013

## Liste des œuvres (par ordre chronologique pour chaque catégorie)

### Œuvres orchestrales
- Concertino pour piano et orchestre (1975 ; rév. 2003) ; durée : 15 min
- Symphonie n°1, en quatre mouvements (1986-92) ; durée : 33 min
- Symphonie n°2, en un mouvement (1996) ; durée : 15 min
- Concerto pour piano et orchestre n°1, en trois mouvements (1er mvt : début des années 1980 ; 2e and 3e mouvements : 1993 ; orchestration achevée en 2000) ; durée : 27 min
- Mouvement symphonique (2004) ; durée : 10 min
- L’Énigme de ta voix, pour orchestre (2004 ; orig. pour piano, 2004) ; durée : 6 min
- Harmonie festive, pour orchestre d’harmonie (2007) ; durée : 6 min
- Concerto pour piano et orchestre n°2, en trois mouvements (2014) ; durée : 25 min
- Symphonie pour cordes, en quatre mouvements (2015) ; durée : 23 min
- Promenade dans le futur, pour orchestre à cordes (2016) ; durée : 8 min
- Ballade pour piano et orchestre (2016) ; durée : 6 min

### Musiques de chambre
- Trio pour violon, violoncelle et piano n°1 (1974)
- Quatuor à cordes n°1 Pyramide, en trois mouvements (1974 ; rév. 1995) ; durée : 18 min
- Quatuor à cordes n°2, en quatre mouvements (1976 ; rév. 1996) ; durée : 22 min
- Trio pour violon, violoncelle et piano n°2, en trois mouvements (1976 ; créé en 1986) ; durée : 15 min
- Trio pour violon, violoncelle et piano n°3, en un mouvement (1978 ; rév. 1985) ; durée : 10 min
- Duo pour flûte (ou violon) et piano (1978) ; durée : 5 min
- Sonate d’automne pour flûte et piano, en trois mouvements (1978-79) ; durée : 15 min
- Solo pour violoncelle (1979) ; durée : 8 min
- Duo pour violoncelle et piano n°1 (1979) ; durée : 8 min
- Duo pour violoncelle et piano n°2 (1980) ; durée : 8 min
- Pièce douce n°1, pour violon, violoncelle et piano (ou pour violoncelle et piano) (1980) ; durée : 4 min
- Deux guitares, un ami, pour deux guitares (1981) ; durée : 5 min
- Duo pour guitare et piano (1982) ; durée : 5 min
- Zanzibar, pour violoncelle et piano (1982 ; rév. 2007) ; durée : 4 min
- Sonate pour alto (ou violoncelle) et piano en fa majeur, en trois mouvements (1982-84) ; durée : 23 min
- Romance pour flûte (ou violon) et piano (1984) ; durée : 5 min
- Ballade pour hautbois (ou violoncelle, ou saxophone alto, ou saxophone ténor) et piano (1985 pour hautbois ; 2005 pour violoncelle) ; durée : 8 min
- Petite ballade n°1, pour violon, violoncelle et piano (ou pour quatuor à cordes) (1986 ; orig. pour piano, 1986) ; durée : 3 min
- Le Dernier Havre, pour piano et orchestre de chambre (1986 ; a servi pour le film « Le Dernier Havre », 1986, de Denyse Benoît) ; durée : 5 min
- Duo pour violoncelle et piano n°3 (1988 ; rév. 2007) ; durée : 7 min
- Petite ballade n°2, pour violon, violoncelle et piano (1991 ; orig. pour piano, 1991) ; durée : 3 min
- Sonate pour violon et piano, en trois mouvements (1993 ; créée en 2002) ; durée : 19 min
- Romance pour alto (ou violoncelle) et piano (1999 ; créée en 2006) ; durée : 6 min
- L’Énigme de ta voix, pour violoncelle et piano (2004 ; orig. pour piano, 2004) ; durée : 6 min
- Chaude mélodie, pour saxophone alto (ou violoncelle) et piano (2005) ; durée : 4 min
- Fantaisie passionnée n°1, pour violoncelle et piano (créée en 2006 ; orig. pour piano solo, 1979) ; durée : 4 min
- L'Harmonie du silence, duo pour clarinette et piano (2013) ; durée : 5 min

### Œuvres pour piano (liste incomplète)
- L’Eau salée (1974) ; durée : 4 min
- Vers les frais matins (1975) ; durée : 4 min
- L’Arc-en-ciel (1978) ; durée : 7 min
- Confidences poétiques, douze préludes (1978 ; rév. 1996) ; durée : 52 min
- Un brin de joie (pour piano solo ou pour piano à quatre mains) (1979) ; durée : 2 min
- Fantaisie passionnée n°1 (1979) ; durée : 4 min
- Fantaisie n°2 (1980) ; durée : 6 min
- Trois Pièces tendres (1980) ; durée : 18 min
- Jeu de mains (1981) ; durée : 7 min
- Valse (1984) ; durée : 4 min
- Petite ballade n°1 (1986) ; durée : 3 min
- Petite ballade n°2 (1991) ; durée : 3 min
- Toccata (1996) ; durée : 3 min
- Romance pour deux pianos (1997) ; durée : 5 min
- Sonate Tableaux, en quatre mouvements (1998) ; durée : 25 min
- Préludes n°13-18 (1980-1999) ; durée : 25 min
- Concerto pour piano, réduction pour deux pianos (2000) ; durée : 27 min
- Trois Ballades (La nostalgique - La passionnée - La réjouissante) (2003) ; durée : 20 min
- L’Énigme de ta voix (2004) ; durée : 6 min
- Porcelaine (2013) ; durée : 7 min

### Œuvres pour instrument solo
- Solo pour violoncelle (1979) ; durée : 8 min
- Boîte musicale (2012) ; durée : 4 min

### Œuvres chorales
- Douces mémoires, cantate en six mouvements pour chœur mixte, solistes et orchestre (ou piano) (1990 avec piano ; 2004 avec orchestre) ; durée : 38 min
- Rire d’enfant, pour soprano et piano (1992) ; durée : 2 min
- Un matin désaccordé, pour baryton et piano (1994) ; durée : 5 min
- L’Ivresse d’aimer, cinq mélodies pour baryton et piano (1996) ; durée : 15 min
- Faunafloratorio, oratorio pour chœur mixte, solistes et piano (2000) ; durée : 35 min
- Mélodie, pour ténor et piano (2005) ; durée : 3 min
- Ave Maria, pour soprano et orchestre à cordes (2015) ; durée : 6 min